# Francis X. Flaherty
Francis X. Flaherty (* 8. Januar 1947 in Providence, Rhode Island) ist ein US-amerikanischer Politiker (Demokratische Partei) und Jurist.

## Leben
Flaherty wurde 1947 als Sohn von Eugene A. Flaherty und dessen Frau Gertrude (geborene Strong) in Providence geboren und wuchs mit drei Brüdern, darunter der spätere Politiker Robert E. Flaherty, und einer Schwester auf. Er studierte am Providence College und erhielt dort 1968 einen Bachelor of Arts. Anschließend diente er in der United States Army. Nach seinem Ausscheiden aus dem aktiven Dienst nahm er sein Studium wieder auf und ging an die Suffolk University in Boston, Massachusetts, an deren Law School er 1975 einen Juris Doctor cum laude erhielt.
Flaherty praktizierte nun in Warwick, Rhode Island als Rechtsanwalt. Des Weiteren war er von 1975 bis 1978 Assistant City Solicitor der Stadt. 1978 wurde er in den Stadtrat, das Warwick City Council, gewählt und gehörte diesem von 1979 bis 1985 an. 1984 erfolgte seine Wahl zum Bürgermeister von Warwick. In den Jahren 1986 und 1988 wurde er jeweils wiedergewählt, sodass Flaherty dieses Amt von 1985 bis 1990 bekleidete. Als Bürgermeister war er in den Jahren 1989 und 1990 Präsident der Rhode Island League of Cities and Towns.
1990 verzichtete er auf eine erneute Kandidatur für eine vierte Amtszeit als Bürgermeister, stattdessen nahm er neben Joseph R. Paolino junior und Bruce Sundlun an den Vorwahlen seiner Partei zur Bestimmung des demokratischen Kandidaten bei der anstehenden Gouverneurswahl teil. Flaherty erzielte hierbei den zweiten Platz. 1992 versuchte er erneut von seiner Partei als Kandidat aufgestellt zu werden. Wie bereits zwei Jahre zuvor musste er sich bei den Vorwahlen Sundlun geschlagen geben.
Nach seinem Ausscheiden aus der Politik begann Flaherty in Providence und Warwick wieder als Rechtsanwalt zu praktizieren. 2003 wurde er von Gouverneur Donald Carcieri zum Richter am Rhode Island Supreme Court ernannt. Seine Amtseinführung erfolgte im Mai desselben Jahres.
Flaherty ist Mitglied der Rhode Island Bar Association und der American Bar Association. Er gehört dem Board of Trustees des New England Institute of Technology an.